# Nitin
Nitin ist ein männlicher Vorname.
Der Name ist vor allem in Indien und Nepal gebräuchlich und bedeutet in Sanskrit moralischer, ethischer oder rechter Weg.

## Bekannte Namensträger
- Nitin Gadkari (* 1957), indischer Politiker
- Nitin Kumar (* 1985), indischer Dartspieler
- Nitin Panesar (* 1965), englischer Badmintonspieler
- Nitin Sawhney (* 1964), britischer Musiker
- Nitin Saxena (* 1981), indischer Informatiker und Mathematiker